# Plánice
Město Plánice (německy Planitz) se nachází v Plzeňském kraji, okres Klatovy, ve výšce 579 metrů nad mořem, 12 km východně od města Klatovy. Na polohu, v níž bylo město založeno, upomíná také samotný název města, označuje planinu či náhorní plošinu. Žije zde přibližně 1 600 obyvatel.

## Historie

### Založení města
Plánici založili cisterciáci někdy na počátku 14. století. První písemná zmínka o ní pochází z roku 1329. Založení městečka zřejmě předcházela existence vesnice, pravděpodobně farní. Nově vzniklé městečko zaujalo samostatnou vyvýšenou polohu oddělenou od starší vesnice nižším sedlem.

### Držení města

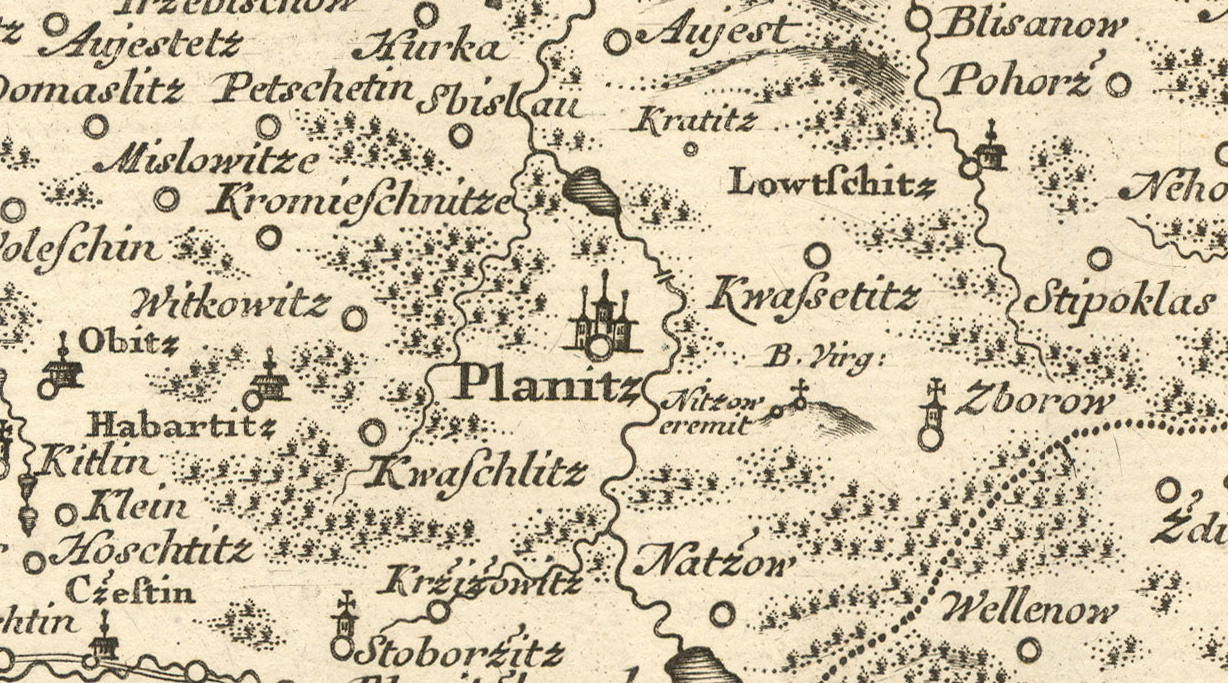
Plánice na Müllerově mapě Čech z roku 1720.

Plánice patřila nepomuckému klášteru až do roku 1420. Po jeho zničení byla ještě v témže roce zapsána císařem Zikmundem spolu s dalším majetkem do zástavy bratrům Bohuslavu a Hynkovi Krušinským ze Švamberka. Plánice tak byla připojena k zelenohorskému panství. Před rokem 1464 získal zelenohorské panství Zdeněk ze Šternberka. Poté panství převzal jeho syn Jaroslav. Dědictví po zesnulém Jaroslavovi se dělilo mezi jeho čtyři syny. Plánice připadla na krátkou dobu jednomu z Jaroslavových synů Ladislavu ze Šternberka. Ten však roku 1521 zemřel a Plánice byla připojena zpět k Zelené hoře. Změna přišla až v roce 1556, kdy si synové Adama ze Šternberka (Vilém, Zdeněk a Ladislav) zelenohorské panství rozdělili. Plánice připadla do rukou Viléma, který z ní vytvořil samostatný statek. Vilém roku 1562 zemřel bez potomků a plánický statek přešel na bratra Ladislava. Ten o rok později koupil i zbývající část Zelené hory a panství opět spojil. Roku 1566 zemřel a po něm zůstala vdova Kateřina, která se provdala za Jiřího Popela z Lobkovic. Po její smrti bylo panství děleno mezi syny Jiřího, Ondřeje, Ferdinanda a Ladislava. Plánický statek připadl Ferdinandovi s Ladislavem. Ladislav však o tři roky později postoupil svůj díl Ferdinandovi. Po zesnulém Ferdinandovi se plánický statek rozdělil. Část zdědila Ferdinandova sestra Marie a druhou část koupil roku 1613 Adam ze Šternberka. Roku 1636 byl statek, až na malou část patřící Adamovu synovi Františku Matyáši, prodán Václavem ze Šternberka Jaroslavu Bořitovi z Martinic. Tomu se v roce 1638 podařilo koupit i poslední část majetku od Františka Matyáše. Tím byl plánický statek opět spojen. V držení tohoto rodu zůstala Plánice až do roku 1789, kdy zemřel poslední z nich František Karel Bořita z Martinic. Roku 1790 koupil statek František Wallis. Členové jeho rodu jej vlastnili až do počátku 20. století. Poslední z nich, Josef, přenechal roku 1918 statek své neteři Marii Anně Salm-Reifferscheidtové. Její potomci jej drželi ve vlastnictví až do roku 1945.

### Rozvoj města od středověku
Rozvoj Plánice je velmi úzce spjat s nepomuckým klášterem, v jehož držení město samotné bylo. Nepomučtí cisterciáci se zasloužili o přeměnu vesnice Plánice na město. První písemná zmínka o městě Plánici pochází z roku 1329. V tomto roce opat Jindřich a celý konvent nepomuckého kláštera uzavřeli s Plánicí úmluvu, podle níž museli Pláničtí odvádět klášteru ročně 44 hřiven pražských grošů namísto všech jiných platů mimo biskupský desátek a královskou berni. Nedaleký les Boltín byl ponechán obci k užitku. Plánice v této době zažívá období rychlého rozvoje, významná byla především těžba kovů.
Roku 1418 opat Arnold a konvent nepomuckého kláštera potvrdili Plánici listinu z roku 1329. Dále měli pláničtí obyvatelé možnost svobodného prodeje či odkazu majetku kterékoliv osobě z nepomuckého panství. Bylo však zakázáno dělit pole na menší díly nežli na čtvrt lánu. V roce 1420 husité vyplenili a vypálili zdejší klášter. Nicméně Krušinové ze Švamberka, kterým majetek zničeného kláštera připsal císař Zikmund, se postarali o další rozkvět a rozvoj městečka. Dařilo se zde nejrůznějším řemeslům i obchodu. Ten trval až do šestnáctého století.
Pečeť a znak města jsou doloženy roku 1510. Na žádost Ladislava ze Šternberka byla v roce 1521 Plánici udělena panovníkem Ludvíkem Jagelonským práva městeček Nepomuku a Blovic, především šlo o právo volného odkazu. Plánice také získala možnost pořádat výroční trh. Toto právo udělil městečku roku 1558 Ferdinand I. Feudální sídlo bylo v Plánici vybudováno v druhé polovině 16. století Vilémem ze Šternberka. Prvně je zmiňováno roku 1584. Vzniklo na místě původní renesanční tvrze. Plánice nebyla za období třicetileté války vážněji poškozena. Roku 1654 stálo v městě 101 domů, při dalším sčítání roku 1713 počet domů vzrostl na 170.
Ani Plánice nebyla ušetřena četných požárů. Roku 1672 padlo při požáru za oběť 31 domů a v roce 1689 dokonce 82 domů a zámek. Poslední velký požár Plánice zažila roku 1882, kdy shořelo 35 domů. Tragický zásah do života městečka přinesl dobytčí mor, který trval od dubna do prosince roku 1742. Za tu dobu uhynulo 317 kusů hovězího dobytka. Zřejmě jako výraz poděkování za jeho skončení byl po té na náměstí postaven sloup se sochou Nejsvětější Trojice. V prvním desetiletí 18. století Martinicové v Plánici založili jednu z nejstarších manufaktur na bavlněnou tkaninu. Ta však roku 1746 vyhořela. Školu, špitál a farní kostel sv. Blažeje zmiňují historické prameny v roce 1718. Kostel i fara byly přebudovány v polovině 18. století. Městská radnice byla vystavěna roku 1753. Roku 1840 byla vybudována obecní cihelna.
Největší zásah do života města přinesla stavba nové císařské silnice (1811–1816) z Klatov do Horažďovic, Strakonic a Českých Budějovic. Její trasa byla vedena 5 km jižně od města, které tak zůstalo stranou. Přibližně v téže době byla vybudována také komunikace z Plzně přes Nepomuk do Písku. Ta se Plánici taktéž vyhnula. Do městečka nebyla zavedena ani železnice. V důsledku těchto změn se v městečku nestavěly žádné továrny ani návazné stavby. To se nesmírně odrazilo v jeho dalším vývoji. Ten se na dvě století téměř zastavil. Jen ve dvacátých a třicátých letech dvacátého století bylo zaznamenáno jisté oživení města. To se rozrostlo ve své západní části a severně pod náměstím se objevila nová vilková čtvrť. Nalezli bychom zde pivovar, hospodářské a stavební družstvo, vodárnu, tři mlýny a pilu. Město též mělo spořitelnu, okresní hospodářskou záložnu, živnostenskou a hospodářskou pokračovací školu. Po druhé světové válce mělo město několik menších provozů lehkého a potravinářského průmyslu. K většímu rozvoji města ale nedošlo. Od osmdesátých let dvacátého století byla Plánice střediskem místního významu, kde měl zastoupení kožedělný průmysl, dále fungovalo jednotné zemědělské družstvo, pěstovala se zeleniny a chovaly ryby.
Město disponuje školkou i školou, v provozu je knihovna, poštovní úřad, několik obchodů a policejní stanice. Ordinuje zde praktický i zubní lékař. Místní obyvatelé mohou využívat plynofikaci, kanalizaci i veřejný vodovod. Poloha města ovlivňuje i podnikatelskou činnost, která se zabývá především zemědělstvím a lesnictvím. Další podnikatelská aktivita je v oblasti stavebnictví, průmyslu, obchodu, ubytovacích a stravovacích služeb. Rok 2000 přinesl otevření víceúčelového sportovního areálu s celoročním provozem. Zde se dá mimo jiné provozovat osm druhů míčových her, jsou zde plochy pro skateboarding, streetball, jízdu na kole i kolečkových bruslích, běžecká dráha a cvičná tenisová stěna.
V oblasti kultury je nejdůležitější stavbou Spolkový dům (od roku 2001), který slouží potřebám Plánice i okolí. V městečku působí nejrůznější spolky, mezi které patří: SDH Plánice, TJ Sokol Plánice, Myslivecké sdružení Plánice, Rybáři Plánice, Zahrádkářská organizace Plánice, Farní klub seniorů, Kaplanka (Klub pro pozitivní využití volného času dětí), Divadelní spolek Plánice, občanské sdružení Morgana von Maxberg (scénický šerm). Dnes těží Plánice především z turistiky.

## Přírodní poměry
Plánice leží ve vyvýšeném kopcovitém pásmu, které tvoří vodopisný předěl jihozápadních a jižních Čech (povodí Úslavy a Otavy). Město se rozkládá na západní straně údolí řeky Úslavy (na svém horním toku řeka nazývaná též Bradlava).
Horopisně náleží toto území do oblasti Plánické pahorkatiny. Nejbližším významným výškovým bodem je Vracovská hora (659 metrů) ležící asi dva kilometry západně od města. Z hlediska ochrany přírody se město nachází na jihovýchodní hranici chráněného území přírodního parku Plánický hřeben. Celková katastrální plocha obce je 8593 ha, z toho orná půda zabírá dvacet procent. Jednu třetinu katastru obce tvoří lesy, menší část plochy obce zabírají louky (méně než jednu třetinu). Nejbližší okolí města je tvořeno ornou půdou, kterou na západní a severní straně střídají lesy přírodního parku.

## Části města
- Plánice
- Bližanovy
- Křížovice
- Kvasetice
- Lovčice
- Mlynářovice
- Nová Plánice
- Pohoří
- Štipoklasy
- Vracov
- Zbyslav
- Zdebořice

Od 1. ledna 1976 do 23. listopadu 1990 k městu patřilo i Mlýnské Struhadlo a od 1. ledna 1980 do 23. listopadu 1990 také Číhaň, Nový Dvůr a Plánička.

## Urbanisticko-architektonická skladba

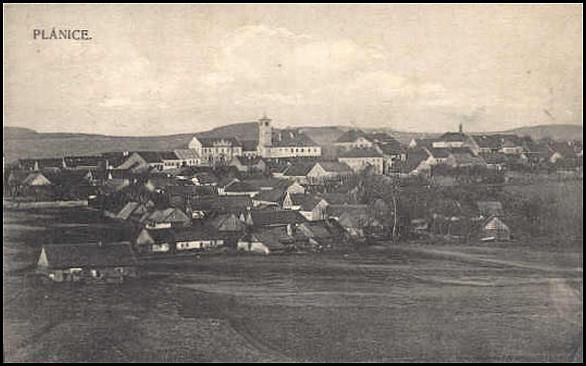
Plánice, celkový pohled, před rokem 1914, dobová pohlednice

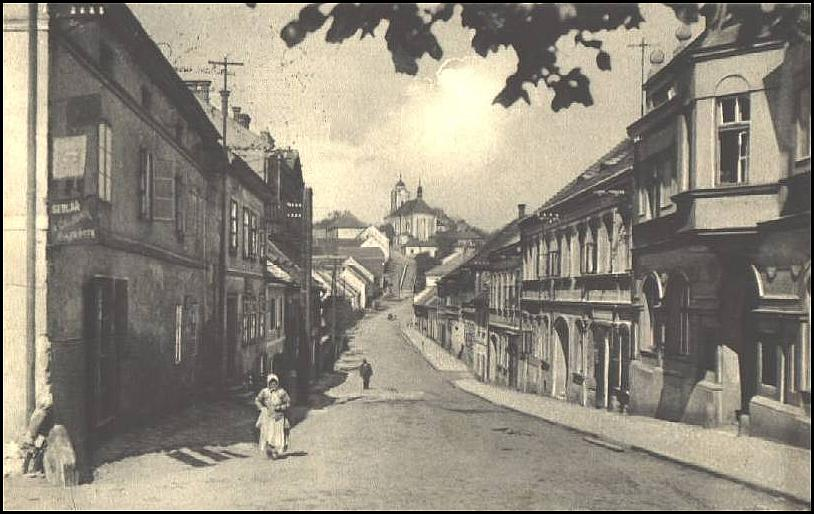
Plánice, pohled ulicí ke kostelu, před rokem 1933, dobová pohlednice

### Hlavní městské útvary
Centrální historické jádro Plánice představuje náměstí Františka Křižíka s dominantou stavby radnice a historicky cenným areálem zámku. Dále se na náměstí nachází objekty zajišťující základní občanskou vybavenost a objekty obytné. Ze západního konce náměstí vede Klatovská ulice, která je lemována především obytnými objekty a je zároveň spojnicí se zástavbou v historickém okolí kostela sv. Blažeje. Za novodobě osídlené je možné označit několik částí Plánice. Ve 20. a 30. letech 20. století nově vznikla obytná zástavba s domky vilkového typu nacházející se severně pod náměstím a rozrostla se také západní část Plánice. K dalšímu výraznému zastavění souborem rodinných domků došlo jižně od náměstí, mezi Sušickou ulicí a státní silnicí č. 187 směřující k Hnačovu. K nové zástavbě se řadí i nevelký komplex čtyřpodlažních bytových domů stojících jižně od sportovního areálu. Izolovaně umístěný městský hřbitov parkového typu se nachází ve vzdálenosti cca 300 metrů jihozápadním směrem od kostela sv. Blažeje. Hlavní sportovně-relaxační funkci v městečku plní víceúčelový sportovní areál, jenž je vystavěn v návaznosti na budovu základní školy. Objekty malých výrobních celků jsou na severozápadním okraji města a objekt zemědělské výroby je situován na jeho východní hranici.

### Půdorysná a prostorová kompozice historického jádra
V Plánici lze nalézt dvě historická centra, která spojuje místní komunikace (ulice Klatovská). Jako datačně starší lze označit okolí kostela sv. Blažeje. Ten stojí stranou od náměstí na dosti prudkém protilehlém svahu. Je vyloučeno, že by v této poloze vznikl kostel současně s městečkem, či dokonce až po jeho založení. V okolí kostela, tedy ještě před založením městečka, existovala vesnice. Tato ves snad měla rozptýlený charakter. Na počátku 14. století zaujalo nově vznikající městečko oproti původní vesnici izolovanou vyvýšenou polohu. Městečko nebylo veliké. Jako hlavní prostor vzniklo náměstí obdélníkového tvaru s mírně svažitým terénem. Tvar náměstí byl původně zřejmě pravidelný. Díky druhotnému zásahu se tvar náměstí při své severovýchodní části deformoval budovou zámku. Pravděpodobně až po založení městečka došlo k osídlení podél ulice spojující původní vesnici s novým městečkem. Z historického centra města se uliční síť omezovala na komunikaci spojující nové městečko s původní vesnicí, což byla současně dálková spojnice Klatov s Horažďovicemi (západně od náměstí ulice Klatovská). Z této komunikace se oddělovala severním směrem silnice k Nepomuku (ulice Nepomucká). Významná byla též silnice vybíhající z jihovýchodního rohu náměstí směřující k Hnačovu. Ta také zřejmě tvořila linii zaniklé východní části náměstí. Z jihozápadního konce náměstí vybíhala silnice směřující k jihu lemována zástavbou (ulice Sušická).

### Charakter zástavby městského jádra
Plánici lze charakterizovat jako model tradičního města, kde organizace hmoty sídelních útvarů je uspořádána jak organicky (nepravidelně), tak i v jistém geometrickém řádu. Charakter městské zástavby je nedílně spjat s historickými souvislostmi. Jedná se o středověké, lokátorsky založené městečko, které se sloučilo s původní, již existující vesnicí. Centrální městská zóna má volnou lineární formu, která kopíruje hlavní uliční linii. Je možno ji vymezit na lokalitu náměstí Františka Křižíka a Klatovskou ulici, která vytváří spojnici s okolím kostela svatého Blažeje.
Náměstí je položeno na izolované vyvýšenině. Z funkčního hlediska si udržuje smíšený charakter. Tvoří centrální zónu města s historickými prvky, ve které je spojena funkce obytná s funkcí občanského vybavení, včetně drobné zemědělské a průmyslové výroby. Zástavbu tvoří jednopodlažní rodinné domky řadového uspořádání a nízkopodlažní obytné domy městského typu. Oba typy jsou datačně zasazené do doby přelomu 19. a 20. století s pozdějšími stavebními úpravami. V zástavbě náměstí je možno vidět také domy novější, z druhé poloviny 20. století. Výraznou stavbou, která připomíná druhou polovinu 20. století, je budova nákupního střediska. V severovýchodní části náměstí se nachází barokní brána se znakem města, za níž leží budovy zámku. V prostoru náměstí stojí empírová radnice s hodinovou věží. Na náměstí je vyhrazeno místo pro veřejnou zeleň a parkování. Terén Klatovské ulice nejprve klesá (západním směrem od náměstí), po té vede po rovině a následně prudce stoupá do vrchu, až téměř dosáhne úrovně stavby kostela svatého Blažeje. V této části města je možno nalézt zástavbu obdobného typu jako na náměstí. Výjimku tvoří v uliční linii umístěná výrazná budova školy v podobě z roku 1905, na jejíž zadní část navazuje novodobá přístavba. Klatovskou ulici lemují různé drobné provozovny základního občanského vybavení.
V okolí kostela svatého Blažeje, jež je postaven na vrcholu poměrně prudkého svahu, se nachází spíše izolované rodinné domky. Zástavba zde netvoří tak zcela pravidelnou řadovou uliční linii, jako tomu je v případě náměstí a Klatovské ulice. Velice častým typem domu, který se vyskytuje v celé lokalitě města, je venkovský typ domu. Ten je charakterizován přímou vazbou funkce bydlení s hospodářstvím. Je v něm kladen důraz na skladové prostory, drobný chov domácích zvířat a hospodářsko-zahradnický provoz. V Plánici se také dochovala hodnotná lidová architektura, která je typická pro zmíněnou lokalitu.

## Pamětihodnosti

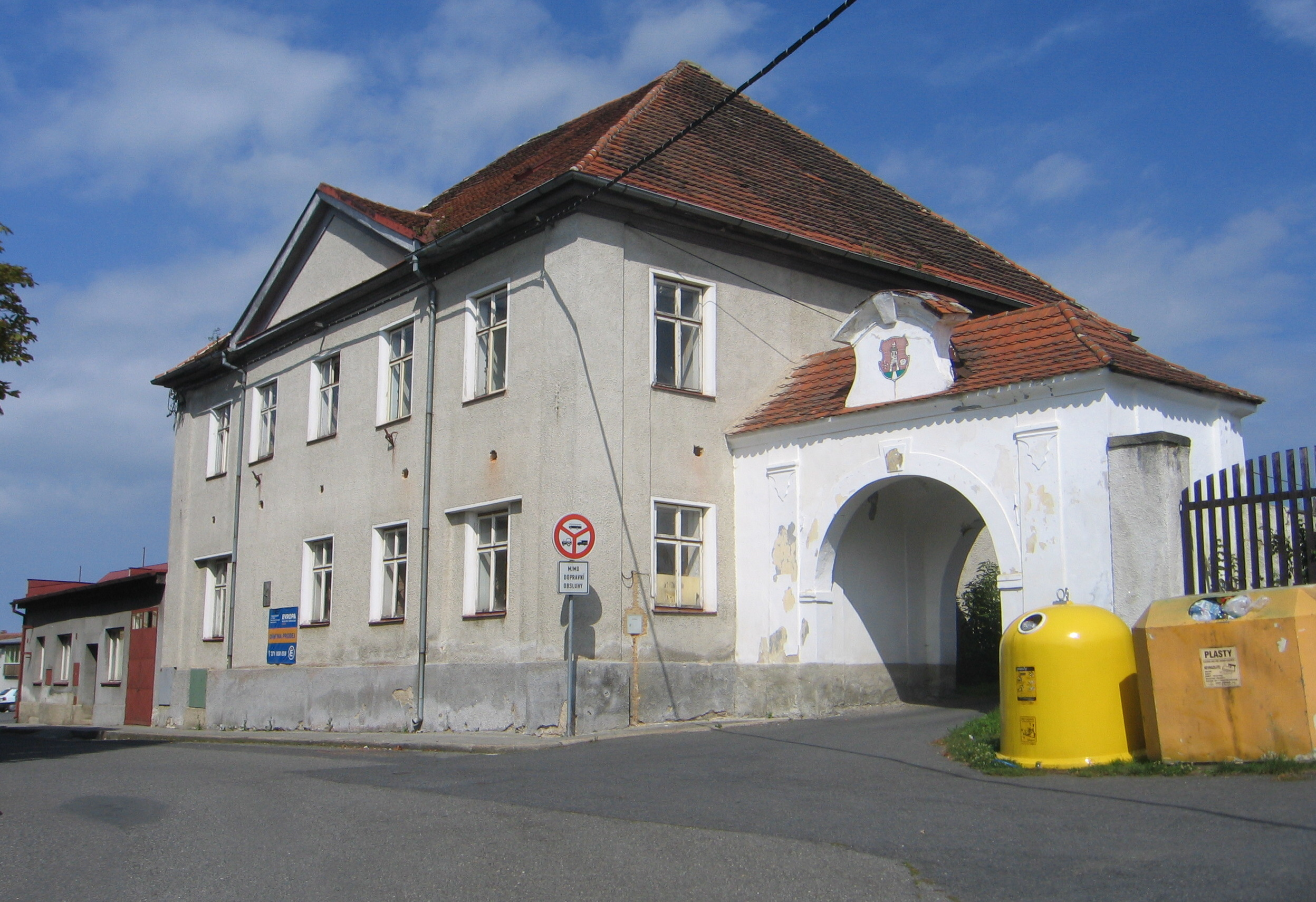
Administrativní budova plánického zámku

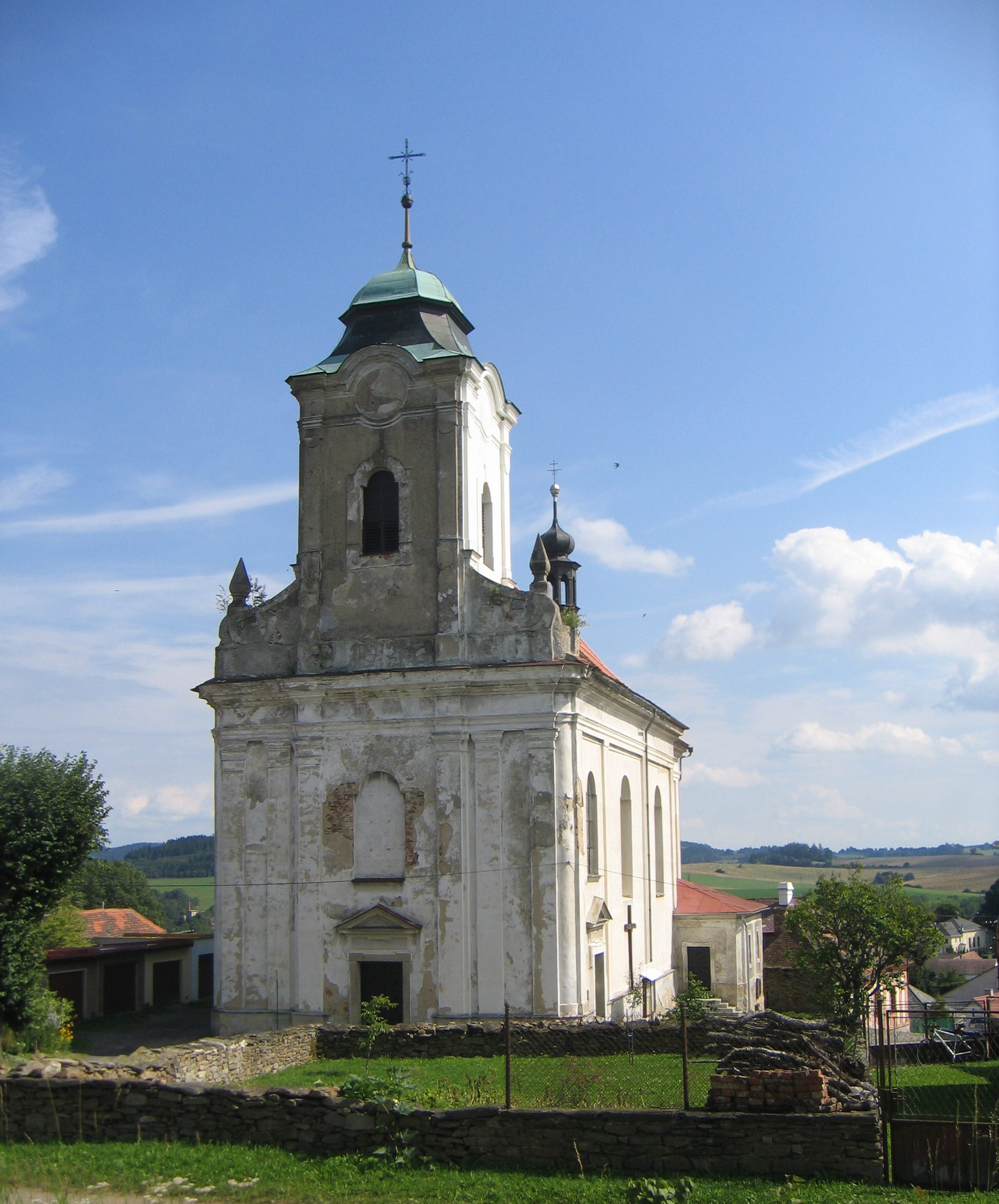
Kostel svatého Blažeje od západu

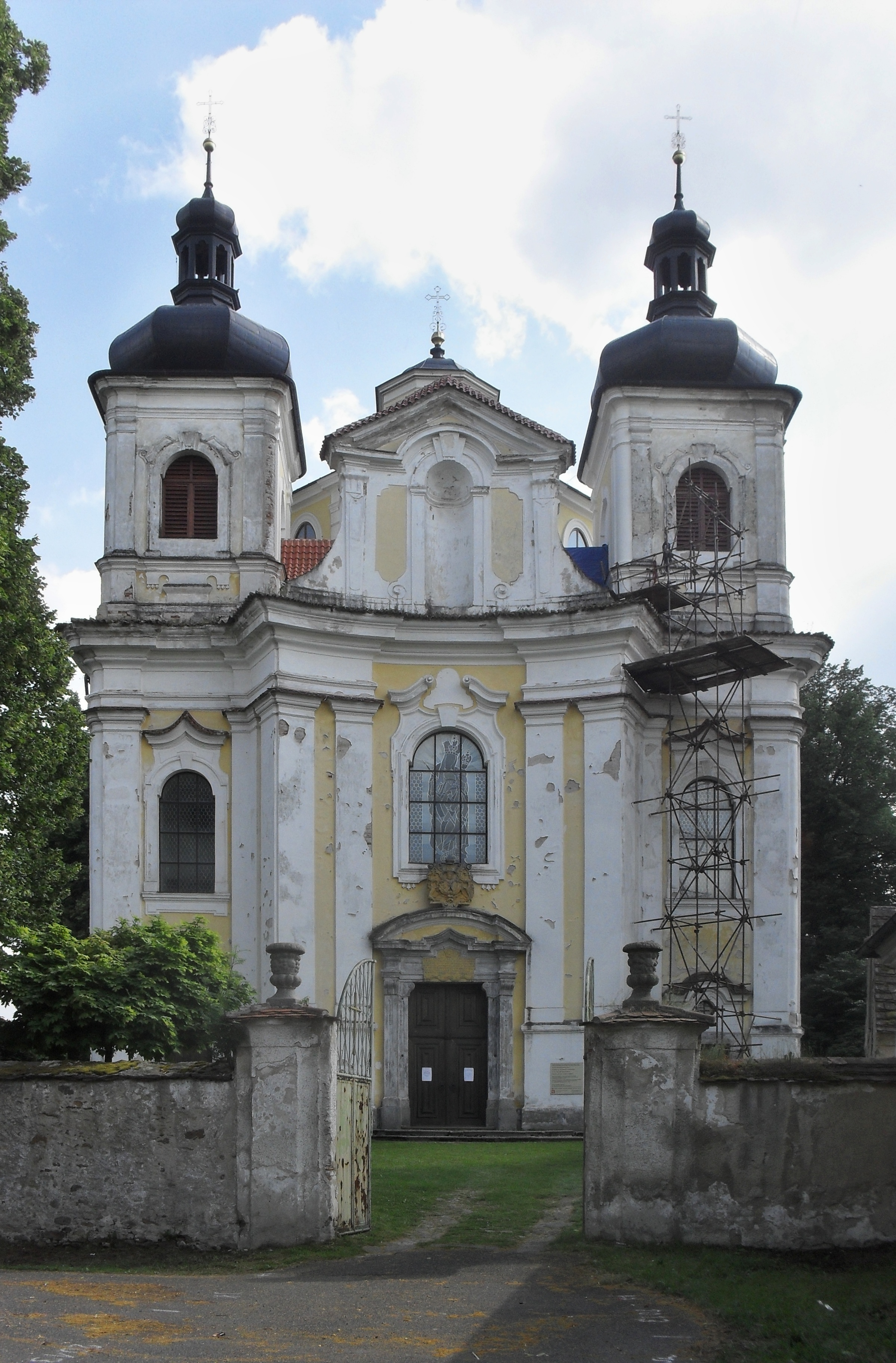
Kostel narození Panny Marie v Nicově

ZámekNa místě plánického zámku stávala renesanční tvrz. Ta byla vybudována po roce 1556 Vilémem ze Šternberka. Její podoba není známa. Je jisté, že při ní stála věž připomínána roku 1604. Stavba prošla častými úpravami a počátkem 18. století za držení Martiniců, byla barokně přestavěna. V areálu zámku lze nalézt vlastní zámeckou budovu (čp. 181), která představuje dvoukřídlou patrovou budovu krytou mansardovou střechou s přístavkem při severním křídle. O vnitřní podobě zámku nejsou doloženy záznamy. Plánický zámek sloužil od roku 1945 pro potřeby Jednotného zemědělského družstva Úslava a jsou v něm vybudovány bytové jednotky. Dále se v areálu nachází administrativní a hospodářská budova (čp. 1), pivovar (čp. 179), tři domy (čp. 240, 241, 257) a dvě stodoly se špýcharem. Vlastní budova zámku má položenou novou střešní krytinu, byla provedena výměna oken. Fasáda je z části připravena k obnově. Budovu pivovaru kryje nová střešní krytin. Ostatní objekty náležící k zámku jsou v neudržovaném stavu.
Kostel svatého Blažeje a faraKostel (kulturní památka od roku 1964) byl budován od roku 1755 na místě starší, pravděpodobně románské stavby. Některé prameny uvádí, že se na jeho přestavbě podílel Kilián Ignác Dientzenhofer. Kostel je jednolodní, obdélného půdorysu, s věží v západním průčelí, s užším čtvercovým, apsidou uzavřeným presbytářem se sakristií po severní a obdélným přístavkem po jižní straně. V kostele se udržuje neobvyklý zvyk, kdy výzdoba hlavního oltáře, včetně soch a obrazů, je v průběhu roku měněna podle hlavních svátků v liturgickém kalendáři. Kostel sv. Blažeje prošel rekonstrukcí střešního pláště. Fasáda na obnovu stále čeká. Roku 2010 se podařilo navrátit kostelu původní počet zvonů. Ty tvořil soubor dvou velkých a jednoho malého zvonu. Za druhé světové války byly zvony uschovány a po jejím skončení bylo rozhodnuto, že se zvony vrátí na původní místo. Malý zvon se ale již nenašel a jeden z velkých se při zavěšování rozbil. Až rok 2010 přinesl návrat všech tří zvonů. K původnímu, přes 500 let starému zvonu, tak přibyl nový velký zvon. Byl financován z rozpočtu města. Malý zvon byl odlit díky finanční sbírce místních obyvatel. U kostela sv. Blažeje se nachází budova bývalé márnice (čp. 347, kulturní památka od roku 1998). Budova se nachází v soukromém vlastnictví. Je upravena na obytný dům.
S kostelem sousedí barokní budova fary (čp. 109, kulturní památka) krytá mansardovou střechou. Vznik fary je datován do doby výstavby kostela. Objekt fary byl rekonstruován v letech 1999–2001.
Radnice a školaPlánickému náměstí dominuje empírová budova radnice (čp. 180, kulturní památka). Je datována do roku 1753. V roce 1784 prošla úpravami a přestavěna do dnešní podoby byla roku 1836 zednickým mistrem Josefem Edltem z Týnce u Klatov. Jen původní dřevěná hodinová věž byla roku 1847–1848 nahrazena zděnou věží. Ve věži byly umístěny věžní hodiny s bicím mechanismem, které po částečných úpravách slouží dodnes. V roce 2010 byla dokončena oprava fasády objektu a věžních hodin. Základní škola (čp. 129) získala dnešní podobu po přestavbě roku 1905. Od výročních oslav Křižíkových devadesátých narozenin v roce 1937 byla škola přejmenována na Základní školu Dr. ing. Františka Křižíka.
Rodný domek Františka KřižíkaV chalupě (čp. 86, kulturní památka) se 8. července 1847 narodil vynálezce František Křižík. Chalupa je klasickým příkladem pošumavské lidové architektury. Stáří objektu není známo. Předpokládá se, že vznikl před rokem 1800. Stavení má trojdílnou dispozici, obvodové konstrukce jsou roubené i kamenné. Dům kryje střecha s polovalbou na uliční straně, zadní zakončení je sedlové. Na střeše je položen dřevěný šindel. Významnými stavebními úpravami prošla chalupa v letech 2008–2010. Nadále v tomto objektu funguje Muzeum Františka Křižíka s novou expozicí. Ta se snaží návštěvníky oslovit zajímavou a interaktivní formou za pomoci moderní techniky. Mimo jiné láká návštěvníky na funkční obloukovou lampu a dynamo.
Poutní kostel Narození Panny MariePoutní kostel Narození Panny Marie byl postaven v letech 1720–1727 podle projektu Kiliána Ignáce Dientzenhofera.
Sloup se sochou Nejsvětější TrojiceBarokní sousoší stojí v horní části náměstí (kulturní památka). Mariánský sloup zakončený korintskou hlavicí byl postaven kolem roku 1742 pravděpodobně jako poděkování za skončení dobytčího moru . Tato památka prošla rekonstrukcí v letech 1998–1999.
Sochy svatého. Jana NepomuckéhoJedna ze soch sv. Jana Nepomuckého je umístěna na náměstí před budovou radnice. Druhou je možno spatřit v Křižíkově ulici (kulturní památka).
DlažbaPlánice má na náměstí a u kostela svatého Blažeje dochované historicky cenné prvky dláždění. Na plánickém náměstí je možno spatřit několik typů dláždění. Náměstí samo o sobě disponuje značnou plochou, kterou pokrývá řada nejrůznějších materiálů odlišného stáří. Ve zjednodušeném popisu lze uvést několik typových lokalit. Jedná se především o lokalitu za radnicí, tedy v okolí sloupu Nejsvětější Trojice. Zde je dlážděno nepravidelným kamenem. V návaznosti na stupně kamenné terasy je možno vidět vyspádování kamenné dlažby do mělkého rigolu pro odvod dešťové vody. V tomto prostoru stály do lípy v alejovitém uspořádání. Na počátku roku 2013 byly z důvodu jejich špatného stavu vykáceny. V souvislosti s terénními podmínkami je sloup Nejsvětější Trojice vystavěn na kamenné terase, kterou doplňují nevelké schůdky s jednoduchými kamennými historickými detaily. Prostor náměstí jižně pod radnicí navazuje na výše zmíněnou kamennou dlažbu chodníkem tvořeným novodobou dlažbou, dále následuje silniční část, jejíž krajnice je opět historického charakteru z nepravidelného kamene. Její spád pomáhá odvodu srážkové vody do kanalizace. V hlavní silniční linii je dlažba kroužkové skladby. Za silničním pásmem následuje opět pás dlažby z nepravidelného kamene, kterou dále překrývá asfaltový povrch směřující až k jižnímu konci náměstí (chodníku s novodobou dlažbou). Před budovou radnice je položena nová zámková dlažba. Na severní straně od radnice je povrch pokryt asfaltem. Náměstí ústí při své západní části do Klatovské ulice, kde nalezneme drobné pozůstatky historických dlažeb z různých časových období.[zdroj⁠?!] Historicky cenné je dláždění cesty stoupající příkře vzhůru ke kostelu sv. Blažeje. Dochovala se zde unikátní původní historická dlažba z nepravidelného kamene. Datace doby jejího vzniku je nejasná. Taktéž historicky cenné je schodiště vedoucí podél zmíněné cesty, které je ovšem doplněné novějším dlážděním stupňů.

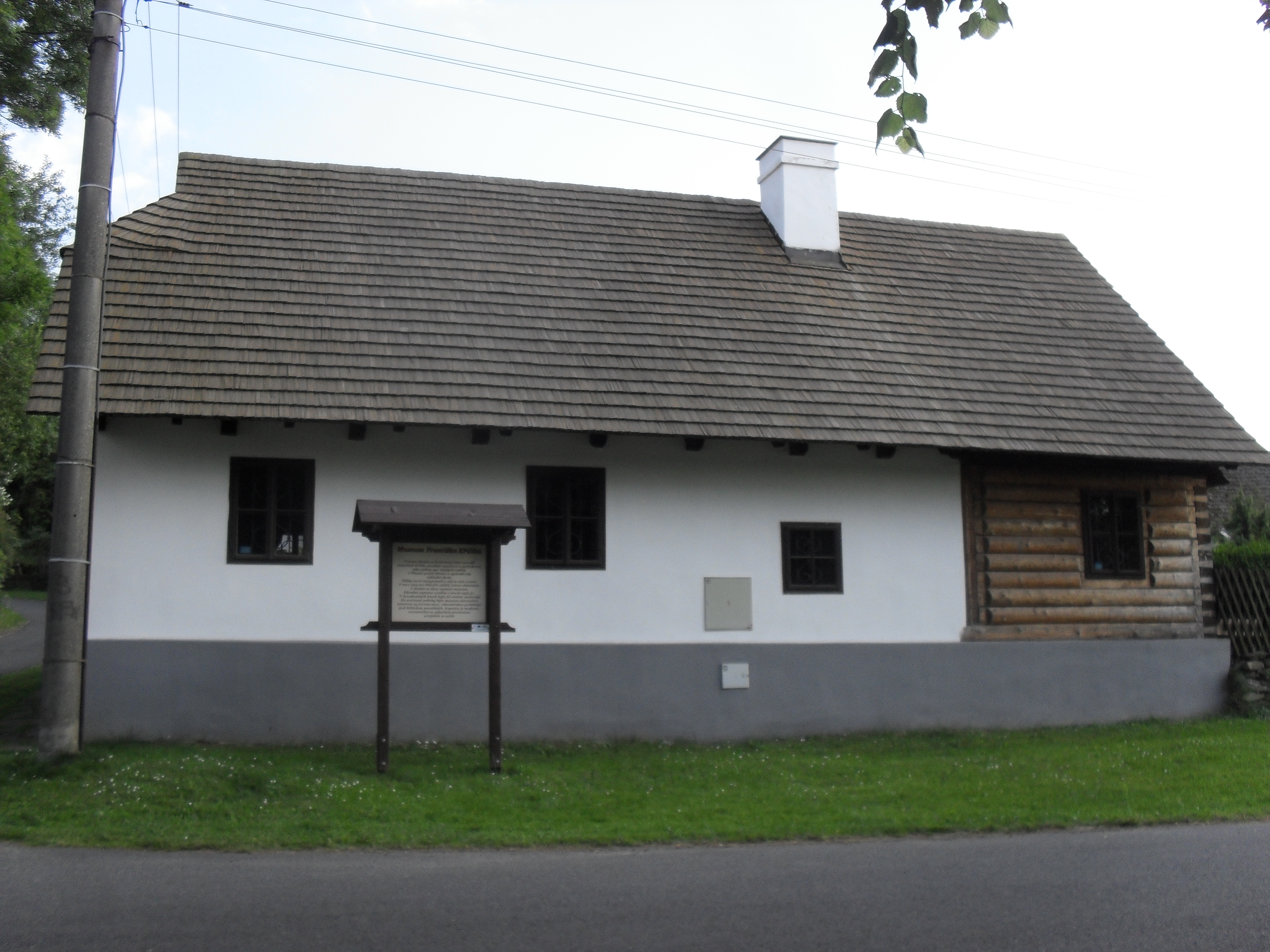
Křižíkův rodný dům (čp. 86), muzeum
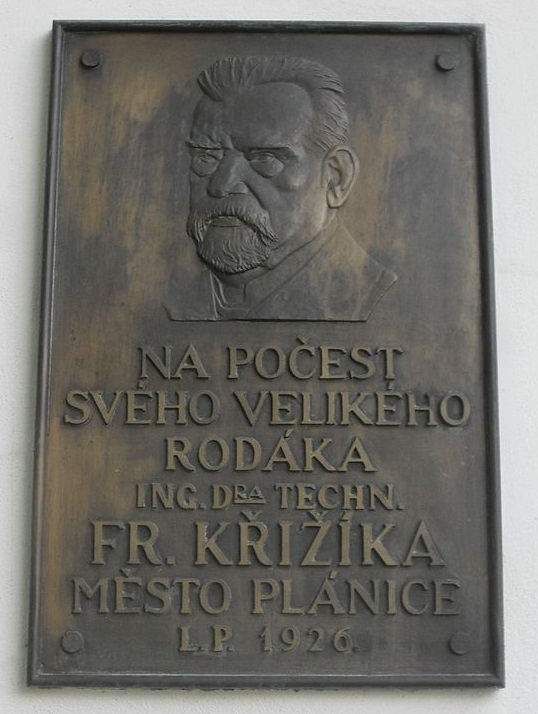
Plaketa na rodném domě
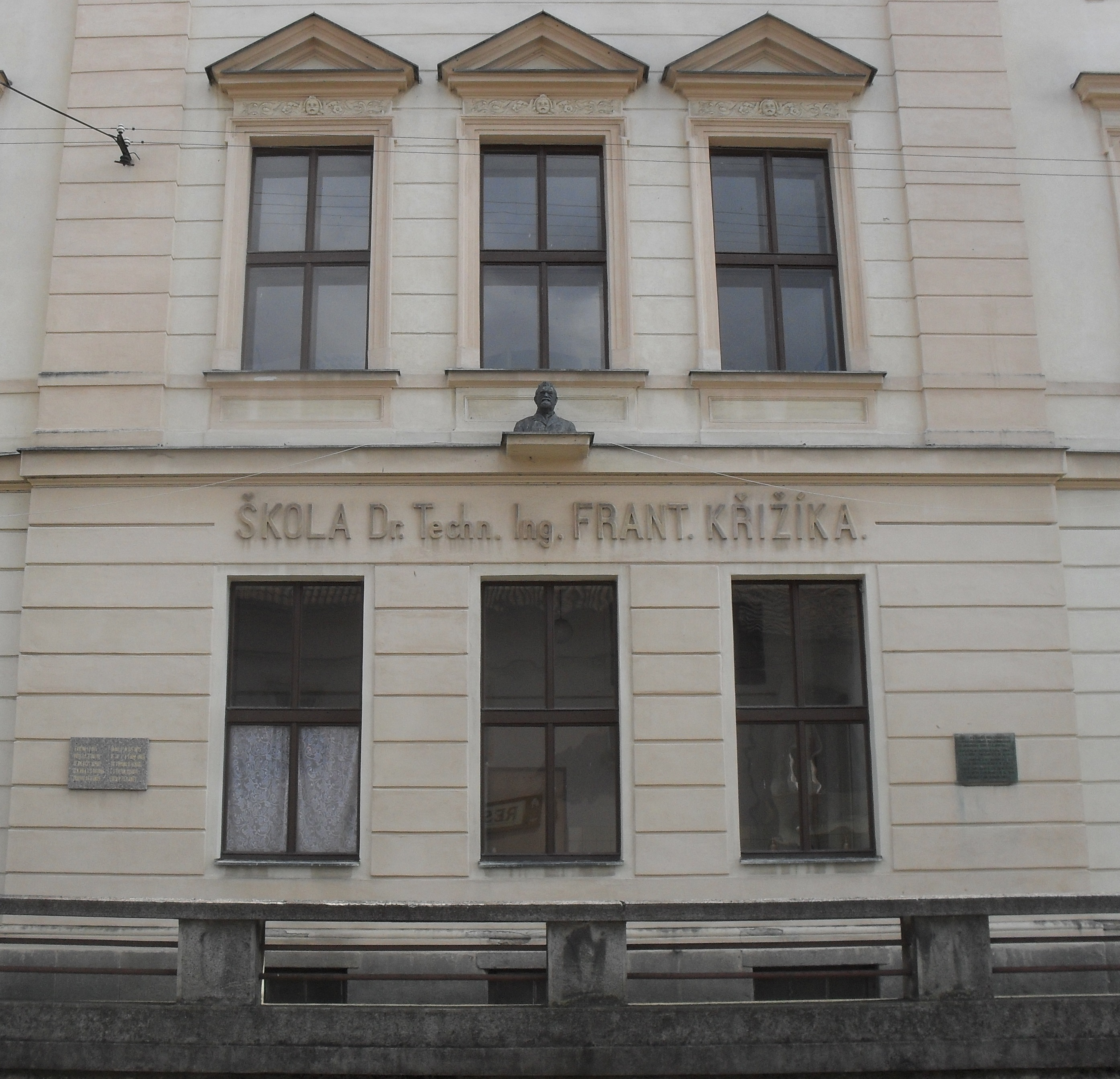
Plánická základní škola
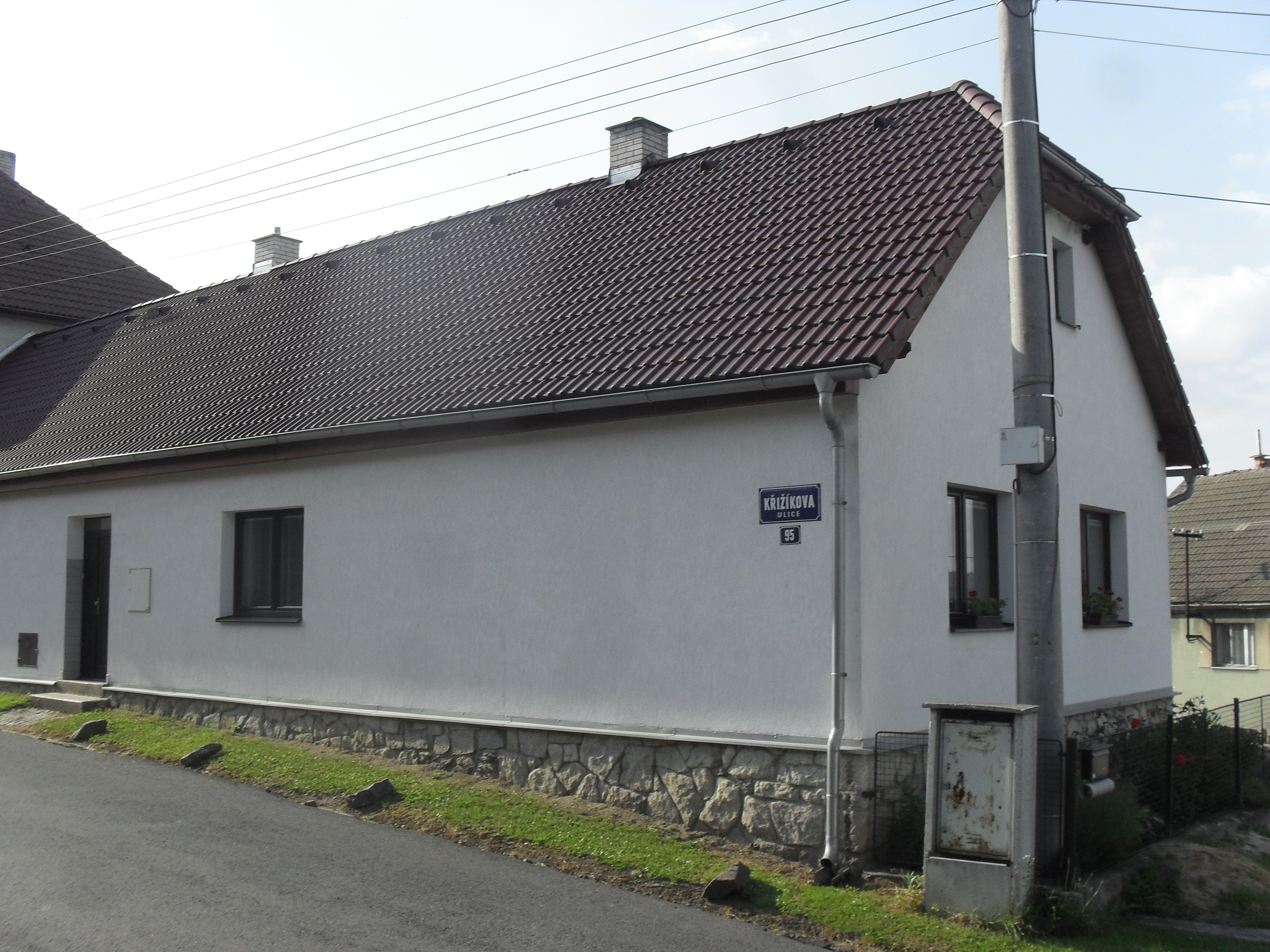
Křižíkova ulice.

### Drobné památky
- Kaple Panny Marie nad pramenem (kulturní památka od roku 2002) se nachází západně od Nicova asi 80 m od silnice směřující k Plánici u legendami opředeného radioaktivního pramene. Loď kapličky má čtvercový půdorys, půdorys trojbokého závěru je polygonální. Hlavní severní průčelí vybíhá do štítu, na vrcholu štítu a nad kouskem střechy je osazen sokl s křížem. Severní fasádu zdobí obloučkový vlys, na nárožích lodi jsou vyzděné lisény, na které dosedá jednoduchá římsa. Část stavby pod strání obíhá sokl, profilovaná korunová římsa obíhá loď i závěr kaple. Dvě nároží kněžiště jsou z vnější strany opatřena drobnými opěráky. Okna v osách jednotlivých polí závěru i na bocích stavby jsou zaklenuta lomeným obloukem a rámována vpadlými šambránami. V interiéru kaple se uplatňují klenby. Kaple v historizujícím slohu byla vybudována v roce 1876 na místě starší kaple z 18. století.
- Boží muka (kulturní památka) při cestě k bývalé tvrzi Kratice.
- Při jihovýchodním okraji městečka se dochoval smírčí kříž (při cestě na Hnačov pod starým mlýnem, kulturní památka). Tato památka představuje upomínku na tragickou událost (nejčastěji vraždu), která se stala v dobách dávno minulých.
- Kaple sv. Václava.
- Kaplička na kopci Hůrka (v blízkosti místního hřbitova).
- Nedílnou součástí interiéru městečka jsou drobné sakrální památky (kříže). Jejich přítomnost se spolupodílí na dotvoření specifické a jedinečné atmosféry tohoto sídla.[21][22]
- Na okraji zahrady v Nepomucké ulici je situován drobný pomníček k připomenutí památky padlého vojína. Větší pomník je umístěn v blízkosti místního hřbitova.

## Rodáci
- Dne 24. března 1886 se v Plánici narodil hudebník Vladimír Helfert. Roku 1920 založil Hudební archiv Moravského zemského muzea v Brně, byl dirigentem Orchestrálního sdružení v Brně (1920–1939). Pro své pokrokové smýšlení byl za okupace několikrát vězněn. Při návratu z Terezína onemocněl při epidemii skvrnitého tyfu a 18. května roku 1945 zemřel v Praze v Nemocnici na Bulovce.[23]
- Dne 8. července 1847 se ve městě narodil vynálezce František Křižík. Nejvýznamnějším Křižíkovým vynálezem se stala oblouková lampa. Na pražském Žižkově postavil první elektrárnu v Čechách. V Praze zavedl také první elektrifikovanou tramvajovou trať. První elektrifikovanou železniční tratí se díky Křižíkovi stala trať z Tábora do Bechyně. Do Plánice se Křižík celý život rád vracel, stejně tak její obyvatelé byli na svého slavného rodáka hrdí. V roce 1913 mu město udělilo čestné občanství. Roku 1926 mu byla v Plánici věnována pamětní deska a náměstí, které původně neslo jméno Šebestiána Hněvkovského, bylo přejmenováno na náměstí Františka Křižíka. 20. července roku 1937 si obyvatelé Plánice oslavami připomněli Křižíkovy 90. narozeniny. Oslav se zúčastnil i sám Křižík. Od této doby také plánická škola nese jeho jméno. Roku 1957 byla na památku vynálezce v Plánici odhalena jeho busta. Jeho významná životní jubilea si město Plánice připomíná dodnes. V roce 1997 se ve městě konaly velké oslavy u příležitosti 150. výročí Křižíkova narození. V roce 2007 se zde uskutečnily slavnosti s názvem František Křižík a jeho doba.[8][24][25]
- Vlasta Ambrožová (1896–1956), česká malířka a ilustrátorka

## Partnerská města
- Rubigen, Švýcarsko